# Bye Bye Baby
Bye Bye Baby – singel Madonny pochodzący z albumu Erotica.